# Gare de Rome-San Pietro
La gare de Rome-San Pietro (en italien : Stazione di Roma San Pietro) est une gare de Rome située dans le quartier d'Aurelio à l'ouest de la ville. Elle doit son nom à la basilique Saint-Pierre de l'État du Vatican qui se trouve à plus de 600 mètres au nord. Elle constitue d'ailleurs le point de connexion au réseau ferroviaire italien (Ferrovie dello Stato) des 862,78 m de ligne qui conduisent à la gare du Vatican.

## Histoire
Ouverte sur la ligne en direction de Viterbe le 29 avril 1894, la gare, avant que des changements structurels pour ses caractéristiques « gare de campagne », aient été réalisés, fut l'un des endroits préférés du monde cinématographique. Beaucoup des plus grands acteurs et réalisateurs ont tourné des scènes dans cette gare ou sur son parvis, y compris Totò, Sordi, Virna Lisi, Buzzanca et bien d'autres à l'époque des films en noir et blanc.
À cette époque, la gare est composée de deux voies d'évitement et un petit bâtiment voyageurs. Bien qu'elle fût située sur une ligne secondaire, le trafic passagers, composée en grande partie de pèlerins, était important.
Avec la construction en 1990 de la nouvelle section entre Maccarese - Rome sur la ligne de chemin de fer Pise - Livourne - Rome (Maccarese-Fregene - Rome-Aurelia - Rome-San Pietro - Rome-Trastevere), la gare a subi des changements importants : le nombre de voies a été augmenté en passant à 6, la ligne a été électrifiée et un passage souterrain pour piétons a été construit.
Pour coïncider avec le Grand Jubilé de l'an 2000, et la réouverture simultanée de la ligne vers Viterbe, des quais ont été érigées et deux ascenseurs installés.
Entre 2000 et 2006, avant l'ouverture du tunnel vers la gare de Rome-Ostiense, Rome-San Pietro était le terminus de la moitié des trains en provenance de Cesano et Viterbe.

## Service des voyageurs

### Desserte
La gare se trouve à l'embranchement vers la ligne desservant la Gare Du Vatican.